# Berhaneyesus Demerew Souraphiel
Berhaneyesus Demerew Souraphiel (Tchela Claka, 14. srpnja 1948.) je etiopski prelat Etiopske katoličke Crkve, na čijem je čelu od izbora za etiopskog katoličkog nadbiskupa Addis Abebe 1999. godine. Također je kancelar Katoličkog sveučilišta Istočne Afrike i predsjednik Katoličke biskupske konferencije Etiopije i Eritreje. Papa Franjo ga je 2015. godine proglasio kardinalom.
Dok je bio svećenik, zatvorila ga je komunistička vlada Etiopije od 1979. do 1980. Član je Misijske družbe te je vodio novicijat reda sredinom 1980-ih, a bio je provincijski poglavar od 1990. do 1994. godine. Služio je kao pomoćni biskup Addis Abebe 18 mjeseci prije nego što je postao nadbiskup.
U malo sjemenište Kongregacije misija (poznatih kao "lazaristi") ušao je 1963. godine. Studirao je na Makanissa Major Seminaryju početkom 1968. Zaređen je za katoličkog svećenika 4. srpnja 1976.